# Ralf Willms

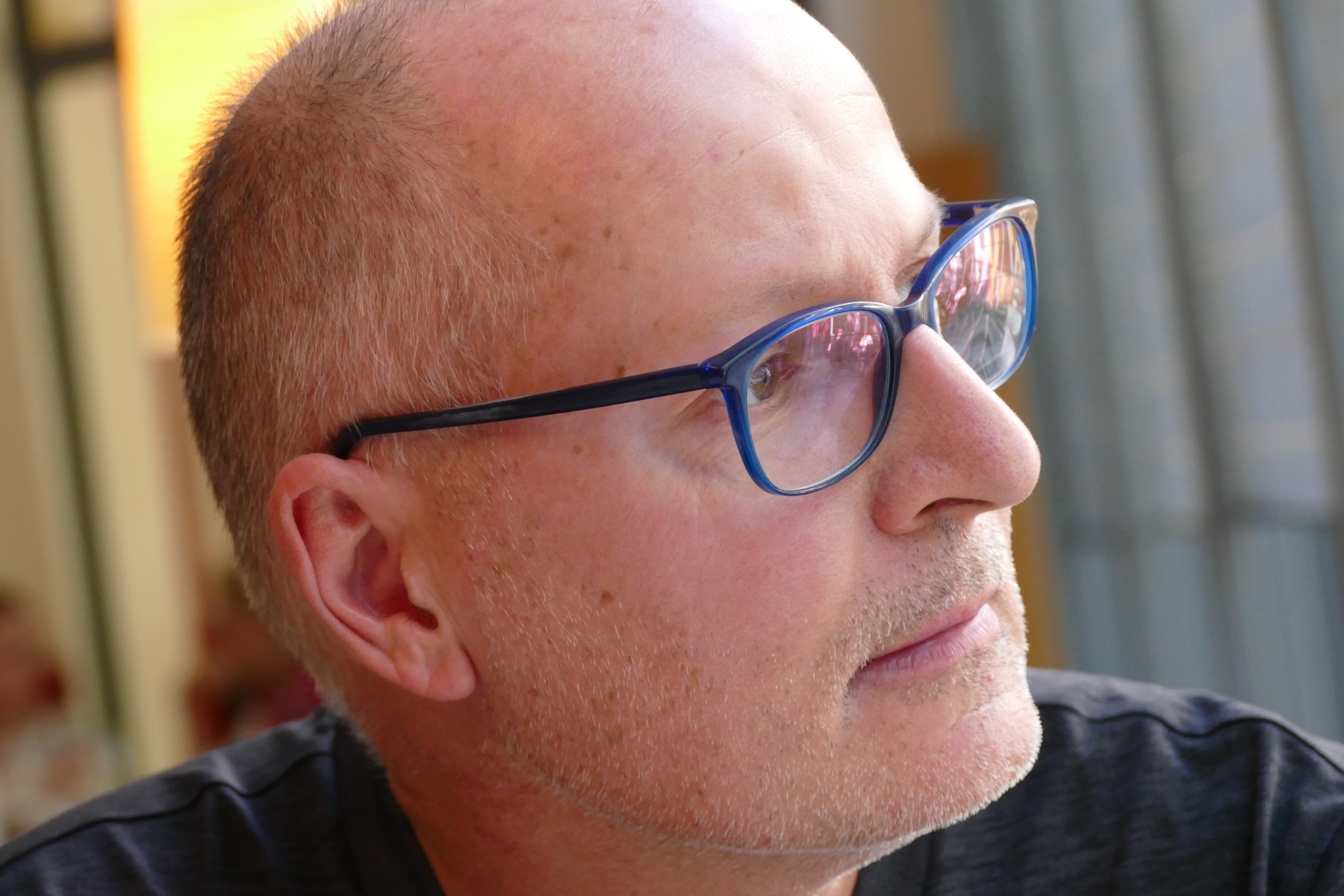
Ralf Willms (2018)

Ralf Willms (* 21. Februar 1963) ist ein deutscher Schriftsteller und Literaturwissenschaftler.

## Leben und Werk
Ralf Willms studierte Literaturwissenschaft und Psychologie an der Fernuniversität in Hagen und schloss sein Studium 2011 mit der Promotion über das Motiv der Wunde im lyrischen Werk von Paul Celan ab. Willms arbeitet als Lektor und Biograf und wohnt in Rheine.

## Werke (Auswahl)
- Ungeschütztes altes Neuland. Gedichte. Hervorgegangen aus einer Förderung, 1989.
- Abendstimmung. Prosa. 1993.
- Dichtung und Wunde bei Paul Celan. VDM Verlag Dr. Müller, Saarbrücken 2007, ISBN 978-3-8364-0925-4.
- Seidentexte. Notat-Gedichte. Acta Litterarum, Berlin 2009.
- Das Motiv der Wunde im lyrischen Werk von Paul Celan. Historisch-systematische Untersuchungen zur Poetik des Opfers. Akademiker Verlag, München 2011, ISBN 978-3-96091-432-7.  (Zugleich: Dissertation.)
- Phobos. Notat-Gedichte. Manutius Verlag, Heidelberg 2012, ISBN 978-3-934877-95-5.
- Online-Publikation: Exzess. Experimenteller Roman in 10 Teilen. Acta Litterarum, Berlin. (Entstanden vom 1. April 2014 bis 17. September 2022.)
- Wege heraus. Eine Aufarbeitung. Tredition, Hamburg 2021.
- Sein und Liebe. epubli, Berlin 2023. (Erster Band der Reihe »Sein und Atem«, Notate über 1 Jahr, 11.11.2023 – 10.11.2024.)
- Das Heilen. epubli, Berlin 2024. (Zweiter Band der Reihe »Sein und Atem«.)
- Transformation. epubli, Berlin 2024. (Dritter Band der Reihe »Sein und Atem«.)
- Kostbar. epubli, Berlin 2024. (Vierter Band der Reihe »Sein und Atem«.)
- Was trägt? epubli, Berlin 2024. (Fünfter Band der Reihe »Sein und Atem«.)
- Liebe. epubli, Berlin 2025. (Sechster und letzter Band der Reihe »Sein und Atem«.)
- Tagebuch aus Liebe 1. Das Jahr 2025. epubli, Berlin 2025. (20. Januar 2025 bis 20. März 2025. Erster Band einer Reihe bis 20.1.2026.)
- Exzess, Wortblut, Band 1 bis 5 (2014–2016) in Buchform (insgesamt 37 Bände), epubli, Berlin 2025.